# Truncatella pulchella
Espèce
Truncatella pulchella est une espèce de petits gastéropodes terrestres de la famille des Truncatellidae, peuplant les rivages tropicaux de l’Atlantique ouest.
L’espèce a été décrite sous son nom actuel par le malacologue L. Pfeiffer (1839). La localité type sont les environs de Matanza et de Cardenas, à Cuba,.

## Description
Truncatella pulchella a une coquille de forme subovale allongée de 3,2 à 6,5 mm de longueur,, formée de 3,5 à 5 tours chez les spécimens adultes à partie apicale décollée, de couleur ambre à brun rouge clair, transparente,. Le profil des tours de coquille est aplati. La suture est fortement imprimée.
La lèvre bordant l’ouverture holostome et blanche. Elle est réfléchie, le plus souvent précédée d’une forte varice. Cette lèvre est parallèle aux côte ornant la coquille, sauf dans la zone basale où une crête modérément à fortement développée est présente.
La coquille se caractérise par un nombre de côte axiales compris, sur le dernier tour de coquille, entre 16 et 30, le plus souvent entre 20 et 25. Une variabilité importante est observée dans le développement de ces côtes, conduisant à distinguer plusieurs morphes. Ces côtes ne sont présentes qu’à proximité de la suture, en partie supérieure et inférieure des tours de coquilles chez la forme lisse, tandis qu’elles couvrent toute la coquille pour la forme ornée. Ces deux formes, ornées ou lisses, ont historiquement été décrites en qualité d’espèce propre, T. pulchella pour la forme lisse et T. bilabiata pour la forme ornée. Cette dernière forme est aujourd’hui nommée T. pulchella var. bilabiata.
Il existe, entre les côtes axiales, une microsculpture de stries spirales et petites rides longitudinales observable à fort grossissement,. La protoconque est ornée, sur son premier tour, de 60 à 70 fines côtes.
L’opercule est fin, corné et paucispiré comme pour l’ensemble des espèces du genre Truncatella. Il présente, en outre, un fin dépôt calcaire à sa surface extérieure.

## Répartition
T. pulchella est présente de l’Est de la Floride au Brésil ainsi que dans les Bermudes.
Elle est en particulier connue des littoraux des régions suivantes,,,, :
- Aruba ;
- Bahamas ;
- Bermudes ;
- Bonaire ;
- Brésil ;
- Cuba ;
- Curaçao ;
- Floride ;
- Haïti ;
- île de la Providence ;
- îles Cayman ;
- îles Swan ;
- Jamaïque ;
- Porto-Rico ;
- St Thomas ;
- St Martin ;
- St Kitts ;
- Ste Croix ;
- Roatan ;
- Trinidad.

Des mentions hors de l’aire caribéenne sont connues, représentant de possibles introductions, telle que la côte pacifique du Panama ou l’île de Madère.

## Habitat
Truncatella pulchella est un gastéropode détritivore présent juste au-dessus de la ligne d’eau des littoraux marins.
En Floride, T. pulchella est l’espèce de truncatelles supratidales la plus fréquemment observée, présente sur tous les littoraux abrités marins ou saumâtres. Elle y apparaît plus tolérante aux conditions de dessiccation et à la présence d’eau douce que les autres espèces sympatriques de truncatelles. Elle se rencontre conjointement à T. caribaeensis légèrement au-dessus du niveau de l’eau mais, aussi, dans des microhabitats plus secs et éloignés de la mer que ceux fréquentés par T. caribaeensis et, plus encore, par T. clathrus, cette dernière espèce se cantonnant à la proximité immédiate de la ligne de rivage. T. pulchella est ainsi la seule truncatelle présente dans les accumulations de tempête présentes sur l’arrière plage.

## Systématique
Le nom valide complet (avec auteur) de ce taxon est Truncatella pulchella L. Pfeiffer, 1839.
Truncatella pulchella a pour synonymes :
- Truncatella bilabiata L.Pfeiffer, 1840
- Truncatella bilabiata bahamensis Clench & Turner 1948
- Truncatella capillacea L. Pfeiffer, 1859
- Truncatella caribaeensis Reeve, 1842 sensu Clench & Turner, 1948
- Truncatella caribaeensis var. pulchella L. Pfeiffer, 1839
- Truncatella floridana Hubricht, 1983